# Ulf Nordholm
Sven Ulf Nordholm, född 11 februari 1947 i Solna, är en svensk ljudtekniker, fotograf, filmredigerare och bildredaktör.
Nordholm började på Svensk Filmindustri 1964 som ljudtekniker, där han medverkade vid ett 20-tal långfilmer åren 1964–1969. Han specialiserade sig på ljudeffekter och ingick i Ingmar Bergmans filmteam 1969. 
Nordholm blev filmredigerare och bildredaktör på Rapport TV2 1970–1980. 1976–1977 utbildade han sig på Journalisthögskolan i Stockholm. Han fortsatte som videoredigerare på TV2 och flyttade 1984 till Madrid där han arbetade med Bo Holmström under ett tiotal år. Ulf Nordholm har rest i ett 50-tal länder och rapporterat från ett 20-tal krigs- och konfliktländer. Har arbetat som fotograf och producent för SVT, Yle, Associated Press TV, CNN, BBC och många andra TV-bolag. Han flyttade tillbaka till Sverige 1999 och blev skrivande redaktionschef för Tranås Tidning 2000–2003. Han bosatte sig sedan i Vasa i Finland, där han var verksam som frilansjournalist och författare. Han skriver för Vasabladet och Hufvudstadsbladet. Som pensionär bosatte han sig i Spanien.

## Filmografi
- Bajen (1970) (regi)
- Djungeläventyret Campa Campa (1976) (ljudtekniker)
- Love As Love Can (1964) (ljudtekniker)

### B-ljud
- Roseanna (1967)
- Adamsson i Sverige (1966)
- Jag (1966)
- Ormen (1966)
- Uppehåll i myrlandet (1965)
- Bröllopsbesvär (1964)

### Specialeffekter, ljud
- Lejonet och Jungfrun (1975)
- Rötmånad (1970)
- Bokhandlaren som slutade bada (1969)
- En passion (1969)
- Svarta palmkronor (1968)
- Adamsson i Sverige (1966)
- Ormen (1966)